# Józef Putek
Józef Aleksy Putek (ur. 4 lipca 1892 w Wadowicach, zm. 10 maja 1974 w Choczni) – polski doktor praw, pisarz i polityk ruchu ludowego. Poseł na Sejm Ustawodawczy (1919–1922), na Sejm II RP I, II i V kadencji, do Krajowej Rady Narodowej oraz na Sejm Ustawodawczy (1947–1952). W latach 1946–1948 minister poczt i telegrafów.

## Życiorys
Był synem cieśli Franciszka i Anny z domu Fluder. Szkołę powszechną ukończył w Choczni. Od 1902 uczył się w gimnazjum w Wadowicach, a od 1910 do 1912 w gimnazjum im. Bartłomieja Nowodworskiego w Krakowie. Następnie podjął studia na Wydziale Prawa Uniwersytetu Jagiellońskiego, w 1920 otrzymał stopień doktora praw.
Jako uczeń gimnazjum zaangażowany w działalność publicystyczną na rzecz Polskiego Stronnictwa Ludowego, w 1907 wydalony z gimnazjum. Od 1908 członek PSL, pracował w redakcji „Przyjaciela Ludu” (od 1918 do 1920 współredaktor). Podczas studiów założyciel organizacji studentów-ludowców. Po rozłamie w PSL 13 grudnia 1913 był jednym z organizatorów Polskiego Stronnictwa Ludowego – Lewicy, od kwietnia 1914 członek jego Rady Naczelnej. Podczas I wojny światowej był działaczem niepodległościowym, delegatem Naczelnego Komitetu Narodowego na powiat wadowicki, następnie został komisarzem politycznym Departamentu Wojskowego NKN, sekretarzem komitetu powiatowego PSL-Lewicy w Wadowicach, 2 czerwca 1918 został wybrany sekretarzem Prezydium Nieustającej Komisji Zjazdowej Inteligencji Ludowej. Działacz samorządu terytorialnego gminy Chocznia, w 1914 sekretarz, w 1918 radny, a w latach 1919–1929 trzykrotnie pełnił funkcję wójta. Należał do rady przybocznej starostwa w Wadowicach, został sekretarzem Kółka Rolniczego w Choczni, członkiem zarządu powiatowego Towarzystwa Rolniczego. W działalności politycznej i parlamentarnej zwolennik reformy rolnej i przeciwnik uprzywilejowanej pozycji Kościoła rzymskokatolickiego w Polsce. W 1920 rozpoczął aplikanturę adwokacką, został wybrany prezesem Związku Aplikantów w Polsce.
W II Rzeczypospolitej został sekretarzem Zjednoczonych Stronnictw Ludowych. W sierpniu 1922 zawarł wraz ze skupioną wokół niego grupą opozycyjną „Lewica Ludowa” sojusz wyborczy z Polskim Stronnictwem Ludowym „Wyzwolenie”, wstąpił również do tej partii. Od 16 marca 1925 członek Zarządu Głównego Związku Polskich Stronnictw Ludowych, w maju 1926 wybrany wiceprezesem ZG PSL „Wyzwolenie”, był nim również w 1923. Był inicjatorem powołania 10 stycznia 1926 w Wadowicach Chłopskiego Stowarzyszenia Politycznego „Wyzwolenie”. W okresie 1922–1931 wydawca tygodnika „Chłopski Sztandar”, organu PSL „Wyzwolenie”. Poparł wraz z partią przewrót majowy w 1926, jednak od 1927 pozostawał w opozycji do rządów sanacji. 14 czerwca 1929 został ponownie wybrany wiceprezesem ZG PSL „Wyzwolenie”, działał także w Wydziale Samorządowym przy ZG. Po rozwiązaniu przez władze Związku Wójtów współtworzył Związek Przedstawicieli Pracowników Samorządowych, którego był prezesem w powiecie wadowickim. Jako działacz samorządowy wydawał czasopisma „Samorząd Małopolski” (1928–1929) i „Samorząd Ludowy” (1929–1930), decyzją premiera Felicjana Sławoja Składkowskiego pozbawiony stanowiska wójta Choczni. 29 kwietnia 1928 obłożony klątwą kościelną przez arcybiskupa krakowskiego Adama Sapiehę i biskupa katowickiego Arkadiusza Lisieckiego. Uczestnik krakowskiego Kongresu Centrolewu 29 czerwca 1930. Wraz z grupą działaczy Centrolewu 10 września 1930 został aresztowany i osadzony w Twierdzy Brzeskiej, zwolniony 29 listopada 1930 za kaucją, powrócił do Choczni i przygotowywał się do złożenia egzaminu adwokackiego. Od 1931 członek Stronnictwa Ludowego, członek jego Rady Naczelnej (1931–1938) i Naczelnego Komitetu Wykonawczego (1931–1933), od 8 grudnia 1935 wiceprezes SL, pełnił również funkcję wiceprezesa Zarządu Okręgu na Małopolskę.
W procesie brzeskim bronił się sam, wyrokiem Sądu Okręgowego w Warszawie 13 stycznia 1932 skazany na 3 lata „domu poprawy”, w wyniku apelacji wyrok nie uprawomocnił się. W 1932 na krótko aresztowany pod zarzutem kolportowania ulotek o treści podburzającej chłopów. Sąd Apelacyjny w Warszawie wyrokiem z 11 lutego 1933 zaostrzył wyrok sądu I instancji i skazał go na 5 lat więzienia z utratą praw publicznych i obywatelskich praw honorowych, 11 marca 1933 przed uprawomocnieniem się wyroku złożył egzamin adwokacki w Krakowie i wpisany został na listę adwokatów, 27 listopada 1933 osadzony w więzieniu w Wadowicach. W czasie pobytu w więzieniu pisał prace historyczne we współpracy z profesorem Franciszkiem Bujakiem. Zwolniony z więzienia 29 listopada 1934 na podstawie reskryptu prezydenta RP Ignacego Mościckiego, przywracającego prawa obywatelskie i honorowe. Pozbawiony prawa do wykonywania zawodu adwokata, po 3 latach uzyskał ponowny wpis na listę adwokacką. W lutym 1938 wykluczony z SL w związku ze sprzeciwem wobec jej uchwał nawołujących do strajku chłopskiego, osłabiającego pozycję ekonomiczną małorolnych.
Znakomity mówca, znany był ze swej swady polemicznej i publicystyki. W okresie międzywojennym był czterokrotnie posłem, na Sejm Ustawodawczy (1919–1922), Sejm II RP I, II i V kadencji w latach 1922–1930 i 1938–1939. Z trybuny sejmowej wypowiadał się jako demokrata zwalczający dyktaturę sanacyjną. W okresie pracy w Sejmie najwięcej uwagi poświęcał sprawom reformy rolnej, administracji oraz stosunkom pomiędzy Kościołem a państwem. W 1924 złożył w sejmie wniosek o płacenie podatków przez duchownych z dóbr ziemskich. Przed wyborami w 1938 utworzył Związek Polskich Ludowców. W Sejmie Ustawodawczym (1919–1922) sekretarz i wiceprezes klubu PSL–Lewica, w I kadencji członek sądu honorowego i wiceprezes klubu PSL „Wyzwolenie”, oraz klubu ZPSL, w II kadencji ponownie wiceprezes klubu PSL „Wyzwolenie”.
W czasie II wojny światowej 19 października 1939 został aresztowany przez Niemców w Choczni, osadzony w więzieniu na Montelupich w Krakowie, następnie w Wiśniczu, 20 czerwca 1940 przekazany do obozu koncentracyjnego Auschwitz (nr obozowy 829), w nocy z 7 na 8 lipca 1942 przeniesiony do Mauthausen (nr obozowy 11 206), tamże uwolniony przez wojska amerykańskie 5 maja 1945. Po uwolnieniu został członkiem obozowego Międzynarodowego Komitetu Administracyjnego, prezes Komitetu Polskich Więźniów. Powrócił do Polski w końcu maja 1945. Wiceprezes Rady Naczelnej Związku Byłych Więźniów Politycznych Obozów Hitlerowskich.
Od września 1945 do stycznia 1946 wiceprezes NKW Stronnictwa Ludowego, partii satelickiej Polskiej Partii Robotniczej. Od stycznia 1946 do października 1948 prezes RN SL (7 października został wykluczony z partii), również zastępca skarbnika NKW SL. Był redaktorem naczelnym „Przyjaciela Ludu”. Od 1949 w Zjednoczonym Stronnictwie Ludowym. Ponownie pełnił mandat poselski, tym razem do Krajowej Rady Narodowej oraz na Sejm Ustawodawczy (1947–1952), w latach 1946–1948 minister poczt i telegrafów. W październiku 1950 oskarżony o działalność prosanacyjną z końca lat 30. i wykluczony z ZSL, 15 października aresztowany i więziony na Montelupich w Krakowie do 30 stycznia 1952. 30 października 1951 Sejm zezwolił na przeprowadzenie postępowania karnego wobec niego. Po zwolnieniu z więzienia wrócił do Choczni, ponownie aresztowany i więziony od 22 lipca 1952 do 15 stycznia 1953 w więzieniu mokotowskim w Warszawie. 8 stycznia 1956 Komisja Rehabilitacyjna ZSL uchyliła uchwałę o pozbawieniu go członkostwa ZSL i przywróciła pełne prawa członkowskie, z których nie skorzystał. Od 1956 adwokat, nie zajmował się czynną działalnością polityczną.
31 maja 1949 poślubił Elżbietę z domu Styła, małżeństwo pozostało bezdzietne. Jego teściem był Antoni Styła, także działacz ludowy.
Pochowany na miejscowym cmentarzu w Choczni.

## Publikacje
Był również pisarzem, współpracował z pismem „Wyzwolenie”. Należał do znamienitych znawców przeszłości wsi polskiej, opublikował szereg prac dotyczących historii chłopów. Najbardziej znane to:
- Mroki średniowiecza (Kraków 1935)
- Z dziejów wsi polskiej (Warszawa 1946)
- O zbójnickich zamkach, heretyckich zborach i oświęcimskiej Jerozolimie (Kraków 1938)
- Miłościwi panowie i krnąbrni poddani (Kraków 1959)

Znaczącą w jego dorobku pracą są Mroki Średniowiecza (podtytuł: Obyczaje, przesądy, fanatyzm, okrucieństwa i ucisk społeczny w dawnej Polsce), książka postrzegana jako antyklerykalna.

## Ordery i odznaczenia
- Order Krzyża Grunwaldu III klasy (1946)[6]
- Medal Zwycięstwa i Wolności 1945
- Medal 600-lecia Bydgoszczy